# 埃尔武尔戈拉内罗
埃尔武尔戈拉内罗，是西班牙卡斯蒂利亚-莱昂莱昂省的一个市镇。 总面积98平方公里，总人口920人（001年），人口密度9人/平方公里。